# 梶木又三
梶木 又三（かじき またぞう、1919年1月4日 - 2008年5月21日）は、日本の官僚、政治家。自由民主党参議院議員（3期）。兵庫県神戸市出身。1990年勲一等瑞宝章受章。

## 来歴・人物
1942年京都帝国大学農学部農林工学科卒業後、農林省に入省。農地局建設部長を退官後の1971年、参議院議員選挙に全国区から全国土地開発事業団を支持団体に自民党公認で出馬し初当選。
なお、この選挙を通じて選挙違反で関係者が17人逮捕されたほか、岡山県和気町議会副議長、町議員ら3人が被供応（料亭で梶木派関係者からもてなしを受けたもの）、文書頒布による選挙違反の疑いで逮捕されている。
その後比例代表区に回り連続当選3回。自民党内では佐藤栄作→田中角栄→竹下登派に所属し、大蔵政務次官(三木武夫内閣)、環境庁長官(第1次中曽根内閣)、自民党参議院幹事長などを歴任した。1989年政界引退。政界引退後は全国土地改良事業団体連合会の会長を務めていた。
2008年5月21日、膵臓癌のため死去。89歳。叙・従三位。